# House Of Art
House Of Art este o marcă de îmbracaminte din Romania, fondată în 1997 cu capital autohton. În prezent produce în fabrici proprii și distribuie în rețeaua proprie de magazine, haine și accesorii de damă și bărbați. 